# Басівка (Роменський район)
Ба́́сівка — село Роменського району Сумської області. Входить до складу Хмелівської сільської громади. Біля села знаходиться велике скіфське городище 6—3 ст. до н. е., що було центром землеробсько-скотарських племен басейну р. Сули. Житлова частина городища розташована на трьох мисах, оточених ярами. До них примикає напільна ділянка — місце загону для худоби. Як свідчать археологічні розкопки, усі частини городища були укріплені ровами та валами. В курганах поблизу городища виявлені поховання військово-родової скіфської знаті. Назва села походить від прізвища пана Баса.

## Географія
Село розташоване на березі р. Хмелівка (більшою частиною на правобережжі). Вище за течією на відстані 1 км розташовані села Велика Бутівка та Червоне, нижче за течією впритул село Заріччя і на відстані 0,5 км розташоване село Пшінчине.На відстані 1 км села Холодник та Велика Бутівка, колишнє село Холодне.

## Історія

### Доісторична доба
Поблизу села знайдені кургани бронзової доби (II тис. до н. е.), кілька могил-курганів, залишки поселень та городище скіфських часів (VII—III ст. до н. е.), три слов'янських городища сіверян (VIII—X ст.).

### Перші спогади
Перші спогади про село Басівка — 1729.
Стверджують, що в 1729р. гетьман Скоропадський наділив полковнику у відставці – панові Басу – село, яке на той час складалося з 28 дворів. Пан Бас оселився тут, збудувавши розкішну садибу (котра знаходилась на місці старої школи) а згодом продав своє обійстя. Як згадка про пана Баса залишилася назва села, типова для українського назовництва (з суфіксом івк(а)).
Наприкінці 19 ст. село Басівка входило до Хмелівської волості Роменського повіту Полтавської губернії. У селі в 1889 р. відкрилася церковнопарафіяльна школа Вознесенської парафії. З 1907 р. школу очолив отець Михаїл Гонтаревський, який мав духовну освіту та 9-річний учительський стаж. Вчителем загальноосвітніх дисциплін був козак Іван Васильович Курман, який закінчив Лубенську вчительську другорядну церковнопарафіяльну школу. Також вчителькою була й дворянка Марія Іванівна Курман, яка здобула вчительське свідоцтво завдяки іспиту та мала 14-річний педагогічний стаж. У 1916 році в школі навчалися 47 хлопчиків та 37 дівчаток. Випуск учнів за свідоцтвами становив 13 осіб.

### Доба УНР та комуністична окупація
1917 Басівка ввійшла до складу УНР. 1920 — комуністична окупація.
Село постраждало внаслідок геноциду українського народу, проведеного урядом СРСР 1932—1933 та 1946—1947[джерело?].

### Незалежна Україна
- 12 червня 2020 року, відповідно до розпорядження Кабінету Міністрів України № 723-р «Про визначення адміністративних центрів та затвердження територій територіальних громад Сумської області», село увійшло до складу Хмелівської сільської громади[2].
- 19 липня 2020 року, в результаті адміністративно-територіальної реформи та ліквідації Роменського району(1930-2020), громада увійшла до складу новоутвореного Роменського району[3].

## Економіка
- Молочно-тваринна ферма.
- «Правда», сільгоспкоператив.

## Соціальна сфера
- Школа

## Пам'ятки
- Басівське городище

## Відомі люди

### Відомі уродженці
- Северин Мойсей Михайлович — стрілець 465-го стрілецького полку 167-ї Червонопрапорної Сумсько-Київської стрілецької дивізії 38-ї армії 1-го Українського фронту, червоноармієць. Герой Радянського Союзу.